# Shiyang, Hunan
Shiyang (kinesiska: 石羊) är en köping i Kina. Den ligger i provinsen Hunan, i den södra delen av landet, omkring 280 kilometer söder om provinshuvudstaden Changsha. Antalet invånare är 25 162. Befolkningen består av 11 995 kvinnor och 13 167 män. Barn under 15 år utgör 23,0 %, vuxna 15-64 år 67 %, och äldre över 65 år 8,0 %.
Runt Shiyang är det tätbefolkat, med 427 invånare per kvadratkilometer. Närmaste större samhälle är Longquan, 16,5 km norr om Shiyang. I omgivningarna runt Shiyang växer huvudsakligen savannskog.
Genomsnittlig årsnederbörd är 1 888 millimeter. Den regnigaste månaden är augusti, med i genomsnitt 273 mm nederbörd, och den torraste är oktober, med 37 mm nederbörd.